# 北金目神社
北金目神社（きたかなめじんじゃ）は神奈川県平塚市北金目にある神社。熊野信仰の神社であり、北金目の鎮守。

## 歴史
- 1870年5月（明治3年） - 熊野神社に改称
- 1871年（明治3年） - 村社となる
- 1876年（明治9年） - 現社名である北金目神社に改称
- 1915年（大正4年） - 幣帛供進神社に指定

## 境内
- 神木は平塚市保存樹木に指定されている。
- 春日造の拝殿は平塚市指定文化財に指定されている[1]。

## 祭事
- 1月1日 - 歳旦祭
- 2月 - 祈念祭
- 4月中旬 - 例大祭（かつては4月18日とされた）
- 7月 - 大祓
- 11月 - 新穀共労感謝祭

## 交通
- 小田急小田原線東海大学前駅南口より徒歩25分ほど

## 関連文献
- 「糟屋庄 北金目村 熊野社」『大日本地誌大系』 第38巻新編相模国風土記稿3巻之49村里部大住郡巻之8、雄山閣、1932年8月。NDLJP:1179219/48。